# Daniel Rivet
Pour les articles homonymes, voir Rivet (homonymie).
 (février 2013).
Si vous disposez d'ouvrages ou d'articles de référence ou si vous connaissez des sites web de qualité traitant du thème abordé ici, merci de compléter l'article en donnant les références utiles à sa vérifiabilité et en les liant à la section « Notes et références ».
Daniel Rivet, né le 14 septembre 1942 à Lyon, est un historien français spécialiste du Maghreb à l’époque coloniale. 

## Biographie
Après des études au lycée du Parc et à la faculté des lettres de Lyon, Daniel Rivet obtient l’agrégation d’histoire en 1966. Il soutient en 1985 une thèse de doctorat d’État sous la direction de Charles-Robert Ageron (université de Paris XII) portant sur « Lyautey et l’institution du protectorat français au Maroc. 1912-1925 ». Il a d’abord été professeur au lycée Carnot de Dijon (1966-1967), puis assistant à la faculté des lettres et sciences humaines de Rabat (1967-1970) dans le cadre de la coopération. Il exerce le métier d’enseignant-chercheur à l’université Lumière/Lyon II de 1970 à 1993, date à laquelle il devient professeur d’histoire du monde musulman contemporain à l’université de Paris 1 Panthéon Sorbonne. De 2002 à 2006, il est également directeur de l’Institut d'études de l'islam et des sociétés du monde musulman (IISMM) rattaché à l’École des hautes études en sciences sociales. Il est professeur émérite depuis son départ à la retraite en septembre 2006.

## Télévision
En 2017, il participe à l'émission Secrets d'Histoire consacrée à Moulay Ismaïl, intitulée Moulay Ismaïl : le Roi-Soleil des mille et une nuits, diffusée le 20 juillet 2017 sur France 2.

## Publications
Pour un examen exhaustif des travaux de Daniel Rivet et des étudiants ayant entrepris sous sa direction un mémoire de maîtrise ou une thèse d’université, on se reportera à la liste figurant à la fin des Mélanges qui lui furent offerts sous la direction de Dominique Avon et Alain Messaoudi, De l’Atlas à l’Orient musulman. Contributions en hommage à Daniel Rivet, Paris, Karthala, 2011.

### Ouvrages
- Histoire du Maroc, Paris, (Fayard, 2012).
- Tu nous as quittés… Paraître et disparaître dans le carnet du Monde, avec Françoise Rivet, Paris, (Armand Colin, 2009)
- Le Maghreb à l'épreuve de la colonisation, Paris, (Hachette Littératures, 2002) (réimpr. dans la collection Pluriel, 2003 et 2009).
- Le Maroc de Lyautey à Mohammed V, le double visage du Protectorat Paris, (Denoël, 1999) (réimpr. aux éditions de la Porte d’Anfa, Casablanca, 2004)[5].
- Lyautey et l'institution du Protectorat français au Maroc 1912-1925 (L'Harmattan, 1988) ; 3 tomes (réimpr. en 1996 et 2002)
- Un acteur incompris de la décolonisation : le général Édouard Méric, 1901-1973, Bouchène, 2015  (ISBN 978-2-35676-042-5).
- Henry de Castries (1850-1927) Du faubourg Saint-Germain au Maroc, un aristocrate islamophile en République, (Karthala, 2021)
- Islam et politique au XXe siècle (la Découverte, Repères, 2022)

- Prix maréchal-Louis-Hubert-Lyautey 2016 de l’Académie des sciences d’outre-mer.

### Direction d’ouvrages collectifs
- Cahiers d’histoire (revue du Comité historique du Centre Est), T. XXXI, n° 3-4, 1986, La guerre d’Algérie.
- Le comité France-Maghreb : réseaux intellectuels et d’influence face à la crise marocaine (1952-1955), Les Cahiers de l’Institut d’histoire du temps présent, n° 38, décembre 1997.
- La sociologie musulmane de Robert Montagne, Paris, Maisonneuve et Larose, 2000. Avec François Pouillon.
- Vingtième siècle, revue d’histoire, n° 82, Islam et politique en Méditerranée au vingtième siècle, avril-juin 2004.
- Approches de l’Islam. L’histoire, les œuvres, l’actualité (Actes de l’université d’automne organisée par la Direction générale de l’enseignement secondaire et le rectorat de l’académie de Versailles les 24-26 octobre 2005), les actes de la DGESCO, 2007.
- Identitaire et universel dans l’Islam contemporain (actes de la journée organisée par l’International Institute of Islamic Thought et l’IISMM-EHESS, 11-6- 2005), Paris, IIIT France/IISMM-EHESS. Avec Mohammed Mestiri.
- Vingtième siècle, revue d’histoire, n° 103, juillet-septembre 2009, Proche-Orient : foyers, frontières et fractures. Avec Leyla Dakhli et Vincent Lemire